# Litisconsórcio
Litisconsórcio  (do latim litis consortium: litis, 'lide, processo, demanda'; consortìum, 'associação, participação, comunidade de bens') é um fenômeno processual  caracterizado pela pluralidade de sujeitos, em um ou em ambos os polos de um processo judicial. 
As partes, quando em litisconsórcio, são denominadas litisconsortes: pessoas que demandam conjuntamente em juízo, figurando no processo como coautores ou corréus, podendo estar do mesmo lado ou em lados opostos.

## No Brasil

### Requisitos básicos
Segundo o artigo 46 da Lei nº 5.869, de 1973,, que instituiu o Código de Processo Civil Brasileiro, ocorre litisconsórcio quando:
- Houver entre diferentes pessoas, comunhão de direitos ou de obrigações relativamente à lide;
- Esses direitos ou essas obrigações derivarem do mesmo fundamento de fato ou de direito;
- Entre as causas houver conexão pelo objeto ou pela causa de pedir;
- Ocorrer afinidade de questões por um ponto comum de fato ou de direito (são os processos chamados de "repetitivos" ou processos em "blocos").

### Classificação
O litisconsórcio classifica-se segundo critérios relativos às partes envolvidas no processo e ao momento de estabelecimento do litisconsórcio.
- Quanto às partes:
  - Litisconsórcio ativo: quando ocorre pluralidade de autores da ação;
  - Litisconsórcio passivo: quando a pluralidade se refere aos réus da ação;
  - Litisconsórcio misto: existe pluralidade tanto de réus, quanto de autores.

- Quanto ao momento do estabelecimento do litisconsórcio:
  - Litisconsórcio inicial: ocorre quando é estabelecido na  inicial do processo, isto é, no momento da propositura da ação;
  - Litisconsórcio posterior ou ulterior: surge no decorrer do processo ou quando ocorre por ordem do magistrado, na fase de saneamento do processo judicial.

- Quanto à uniformidade da decisão:
  - unitário: Verifica-se quando o juiz deve, obrigatoriamente, proferir sentença igual para todos os litisconsortes.
  - simples: Modalidade que o juiz pode optar por dar decisões diferentes às partes integrantes de um mesmo pólo da relação jurídica. Ex.: Ação usucapião. (Art.48 do CPC)

## Espécie
A) Quanto à posição processual, o litisconsórcio pode ser:
1) Ativo: será o litisconsórcio ativo quando dois ou mais autores litigam contra um mesmo réu.
2) Passivo: será o litisconsórcio passivo quando dois ou mais réus são demandados contra um mesmo autor.
3) Misto: também chamado de recíproco. Ocorre quando dois ou mais autores litigam contra dois ou mais réus.
B) Quanto ao momento da formação, o litisconsórcio pode ser:
1) Inicial (ou originário): é o litisconsórcio que surge com a formação da relação processual.
2) Ulterior (ou incidental): é o litisconsórcio que se forma no curso do processo. Existem três hipóteses que podem gerar a formação de um litisconsórcio ulterior: a conexão, a sucessão e a intervenção de terceiros.
C) Quanto à obrigatoriedade ou não da formação, o litisconsórcio pode ser:
1) Facultativo: o litisconsórcio será facultativo quando não é obrigatória a sua formação, ficando a critério das partes a sua ocorrência. O litisconsórcio facultativo se subdivide em irrecusável e recusável. Será irrecusável quando requerido pelos autores, não pode ser recusado pelos réus. Será recusável quando permitir rejeição pelos demandados.
2) Necessário: o litisconsórcio será necessário quando as partes não puderem acordar quanto à sua existência. A natureza da relação jurídica ou a lei determina que seja formado um litisconsórcio obrigatoriamente, já que nessas hipóteses o juiz terá que decidir a lide de modo uniforme para todas as partes, conforme a leitura do art. 47 do CPC.
Nos casos de litisconsórcio necessário não observado na propositura da ação, o juiz declarará extinto o processo, nos termos do parágrafo único do artigo 47 do CPC, não sendo possível de ser analisado o mérito da lide deduzida em juízo.
D) Quanto aos efeitos da sentença, será o litisconsórcio:
1) Unitário: o litisconsórcio será unitário quando o juiz tiver que decidir a lide de forma idêntica para todos os litisconsortes, dependendo a sua formação da natureza da relação jurídica posta em juízo.
2) Simples: o litisconsórcio será considerado simples quando a decisão de mérito dada pelo juiz não será necessariamente idênticas para todos os litisconsortes, podendo inclusive ser procedente com relação a um e improcedente com relação ao outro. Ocorre quando temos pluralidade de relações jurídicas em um processo ou quando há uma relação jurídica cindível.
Para que se identifique se o litisconsórcio é simples ou unitário deverão ser analisadas quantas relações jurídicas estão sendo decididas naquela demanda. Se houver mais de uma relação jurídica, sem sombra de dúvidas o litisconsórcio será simples. A questão se torna mais complexa se houver somente uma relação jurídica, pois nesse caso o litisconsórcio poderá ser simples ou unitário, dependendo da divisibilidade ou não da relação jurídica. Se for a relação jurídica indivisível será caso de litisconsórcio unitário, se a relação jurídica for divisível será caso de litisconsórcio simples.
É importante salientar que tanto o litisconsórcio necessário quanto o litisconsórcio facultativo podem ser considerados unitário, assim como nem sempre um litisconsórcio necessário será unitário.

## A posição de cada litisconsorte no processo
O litisconsórcio passivo pode ser necessário ou facultativo. Quando necessário, este deverá integrar o processo, devendo fazê-lo a qualquer tempo, de forma espontânea ou por ordem do juiz. Quando se tratar de litisconsórcio passivo facultativo, o interessado somente poderá entrar no processo como litisconsorte caso exista aceitação por ambas as partes, autor e réu, não sendo permitido ao juiz determinar sua participação, apenas admiti-la.
Ocorre litisconsórcio inicial, também quando o juiz manda citar litisconsortes necessários não citados no momento do pedido da ação porque não foram arrolados pelo autor na inicial, ocorrendo isto na fase de saneamento do processo.
Quanto ao litisconsórcio necessário, existem duas correntes doutrinárias no Direito Brasileiro: uma que admite o litisconsórcio necessário tanto na forma ativa quanto na forma passiva; outra que admite apenas litisconsórcio necessário passivo, esta a dominante, uma vez que a lei não pode compelir ninguém a ser autor, podendo, tão somente, fazer incorrer a condição de réu.
Segundo o artigo 48 do Código de Processo Civil Brasileiro, os litisconsortes são litigantes autônomos quanto ao seu relacionamento com a parte contrária. Sua principal aplicação se dá em relação ao litisconsórcio simples que funciona como cumulação de ações de vários litigantes podendo existir decisões diferentes para cada um deles. No litisconsórcio unitário, por sua vez, sua aplicação deste princípio é limitado ou nula, já que a decisão deve ser obrigatoriamente igual para todos.
Além disso, sempre que algo beneficie um dos litisconsortes, irá beneficiar a todos, inclusive recursos e confissões, porém o contrário não acontece.

## Classificação em Tabela Didática
| ATIVO ou PASSIVO ou MISTO | INICIAL ou ULTERIOR/POSTERIOR | UNITÁRIO ou COMUM/SIMPLES | NECESSÁRIO OU FACULTATIVO |
| --- | --- | --- | --- |
| Ativo: Quando ocorre pluralidade de autores da ação. Passivo: Quando a pluralidade se refere aos réus da ação. Misto: Existe pluralidade tanto de réus, quanto de autor | Inicial: Ocorre quando é estabelecido na inicial do processo, isto é, no momento da propositura da ação. Ulterior/Posterior: Surge no decorrer do processo ou quando ocorre por ordem do magistrado, na fase de saneamento do processo judicial. | Unitário (Art. 116, NCPC): Verifica-se quando o juiz deve, obrigatoriamente, proferir sentença igual para todos os litisconsortes. Comum/Simples: Modalidade que o juiz pode optar por dar decisões diferentes às partes integrantes de um mesmo pólo da relação jurídica. | Necessário (Art. 114, NCPC): O litisconsórcio será necessário quando as partes não puderem acordar quanto à sua existência. A natureza da relação jurídica ou a lei determina que seja formado um litisconsórcio obrigatoriamente, já que nessas hipóteses o juiz terá que decidir a lide de modo uniforme para todas as partes. Facultativo: O litisconsórcio será facultativo quando não é obrigatória a sua formação, ficando a critério das partes a sua ocorrência. O litisconsórcio facultativo se subdivide em irrecusável e recusável. Será irrecusável quando requerido pelos autores, não pode ser recusado pelos réus. Será recusável quando permitir rejeição pelos demandados. |